# Metal Female Voices Fest
Das Metal Female Voices Fest ist ein Metal-Festival in Wieze, einem Stadtteil der Gemeinde Lebbeke in Ostflandern (Belgien). Es handelt sich um ein Festival, das Metal-Bands mit Frontfrauen gewidmet ist, von 2003 bis 2014 jährlich und noch einmal 2016 stattfand, seit 2017 aber auf Eis liegt.

## Überblick
Die zunehmende Popularität von Metal-Bands mit Frontfrauen bescherte auch dem Metal Female Voices Fest wachsenden Zuspruch. So wechselte die Location von Ten Weyngaert in Forest über die Ancienne Belgique in Brüssel schließlich zu den Oktoberhallen in Wieze. Die kleinere Halle Ten Weyngaert wird aber noch für die Warm-Up-Show genutzt. Im Jahr 2007 nutzte die Band Leaves’ Eyes die Atmosphäre, um eine Live-DVD aufzunehmen (We Came With The Northern Winds / En Saga I Belgia), die 2009 erschienen ist.
Als Frontfrauen traten bisher Doro Pesch, Tarja Turunen, Liv Kristine, Simone Simons, Floor Jansen, Sabine Dünser, Cristina Scabbia, Vibeke Stene, Monika Pedersen und viele andere auf.

## Geschichte

### 2003
2003 traten auf: Epica, Autumn, Anthemon, Sengir, Keltgar, Morning, The Last Embrace.

### 2004
2004 traten auf: Nightwish, Epica, Flowing Tears, Darkwell, Sengir, Visions of Atlantis, Syrens Call, Ashes You Leave.

### 2005
2005 traten auf: Lacuna Coil, After Forever, Epica, Leaves’ Eyes, Autumn, Elis, Midnattsol, Mercury Rain, Asrai, Skeptical Minds, The Legion of Hetheria, Diluvium.

### 2006
2006 traten auf: Tristania, Delain, Lullacry, Midnattsol, Forever Slave, Xandria, Sengir, Visions of Atlantis, Skeptical Minds, Naio Ssaion, The Legion of Hetheria, Anachronia, Theatres des Vampires, Macbeth.

### 2007
2007 traten auf Doro, Holy Moses, Dylath-Leen, Benedictum, Leaves’ Eyes, Sirenia, Epica, Flowing Tears, Seraphim, Delain, Elis, Draconian, Battlelore, Distorted, Valkyre, Interria.
Die Metal Female Voices Fest V Warm-Up-Show (2007) gewannen Markize und Kells.

### 2008
2008 traten auf: Tarja, Midnattsol, Edenbridge, Epica, Atargatis, Markize, Kells, Diablo Swing Orchestra, Macbeth, Asrai, Trail of Tears, White Skull, Ethernity, Girlschool, Why She Kills, Izegrim, Eths, Benedictum, Dylath-Leen, L'Âme Immortelle und ChaosWave.
Seit dem Jahr 2007 beginnt das Metal Female Voices Fest einige Tage vor den eigentlichen Konzerttagen mit einer Warm-Up-Show, in der noch weniger bekannte Bands gegeneinander antreten. Dem Gewinner steht die Ehre zu, das im nächsten Jahr folgende Metal Female Voices Fest zu eröffnen. Die Metal Female Voices Fest VI Warm-Up-Show (2008) gewann Whyzdom.

### 2009
Im Jahr 2009 fand das Festival am 17. und 18. Oktober in den Oktoberhallen statt, deren große Halle 4000 m² umfasst.
2009 traten auf: Tarja, Doro, Leaves’ Eyes, Epica, Delain, Midnattsol, Krypteria, Flowing Tears, Autumn, Amberian Dawn, Kivimetsän Druidi, Manic Movement, UnSun, Whyzdom, Pinky Doodle Poodle, Trail of Tears, Van Canto, Darzamat, Stream of Passion, Deadlock, Lahannya, Coronatus und To-Mera.
2009 wurden zum ersten Mal auch MFVF Awards verliehen. Tarja Turunen wurde in der Kategorie best & beautiful voice ausgezeichnet, Angela Gossow in der Kategorie beste grunts & growls, Epica für die beste Show, Doro Pesch für ihre Musikerkarriere, Van Canto als bester Newcomer, Midnattsol als größte "MFVF" Hoffnung, "En Saga I Belgia" von Leaves’ Eyes als beste DVD, "Call Me When You are Sober" von Evanescence wurde als bestes Video prämiert, "The Heart of Everything" von Within Temptation als bestes Album und "Dark Passion Play" von Nightwish für das beste Artwork.

### 2010
2010 traten auf: Hells Belles, Manic Movement, The Veil, Arch Enemy, ReVamp, Krypteria, Tristania, Dylath-Leen, Visions of Atlantis, Skeptical Minds, 69 Chambers, Bare Infinity, Godyva, Pythia, Epica, Leaves’ Eyes, HolyHell, Diabulus in Musica, Sarah Jezebel Deva, The Agonist, Omega Lithium, Ram-Zet und Dejafuse.

### 2011
2011 traten auf: Battlelore, Xandria, Bare Infinity, Doro, Leaves’ Eyes, Diabulus in Musica, Trail of Tears, Benedictum, Dylath-Leen, Deadlock, Amaranthe, Kivimetsän Druidi, Coma Divine, Nemhain, Hanging Doll, Therion, Visions of Atlantis, Draconian, Stream of Passion, System Divide, Midnattsol, Triosphere, VelvetSeal, Operatika, Diary About My Nightmares.

### 2012
2012 traten auf: Lacuna Coil, Arch Enemy, Delain, Arkona, Amberian Dawn, Skeptical Minds, Dimlight, Lahannya, Seduce the Heaven, Crysalys, Benighted Soul, Anwynn, Epica, Xandria, Diabulus in Musica, Trail of Tears, Sarah Jezebel Deva, Trillium, 69 Chambers, November-7, Meden Agan, Valkyre.

### 2013
2013 traten auf: Eve's Apple, Liv Kristine, Lacuna Coil, Delain + Sharon den Adel, Leaves’ Eyes, Kontrust, Asrai, Kobra and the Lotus, Chaostar, Serenity, Imperia, Victorians, Azylya, Magion, Tarja + Floor Jansen, ReVamp, Anneke van Giersbergen, Crimfall, Stream of Passion, Cadaveria, Eleanor, Dalriada, Hell City, L'Endevi.

### 2014
2014 traten auf: MFV United, Saeko, Ayin Aleph, Diary of Destruction, Leaves’ Eyes, The Sirens (Anneke van Giersbergen, Kari Rueslåtten & Liv Kristine), Sirenia, Draconian, Diabulus in Musica, Head Phones President, Skeptical Minds, Jaded Star, Ancient Bards, Dark Sarah, Season of Ghosts, La-Ventura, Therion, Arkona, Xandria, Holy Moses, Stream of Passion, Viper Solfa, Enemy of Reality, Magistina Saga, Evenoire, Aria Flame.

### 2015
2015 richtete der Veranstalter kein Festival aus.

### 2016
Vom 21. bis 23. Oktober 2016 traten auf: Leaves’ Eyes, Tarja Turunen, Mayan, Battlelore, Tristania, Liv Kristine, Enemy of Reality, Evig Natt, Kontrust, Whyzdom, Crescent Lament, Mercy Isle, Blackthorn, Mourning Sun, Savn, Artrosis, Ancient Myth, Skarlet Riott, Feridea und Spoil Engine. Zudem gab es in diesem Jahr am 21. Oktober ein spezielles 'Metal Female Voices Unplugged' mit den Sängerinnen Ana Carolina, Iliana Basileios Tsakiraki, Kassandra Novell, Kirsten Jorgensen, Phyllis Rutter, Aziza Poggi, Andrea Casanova, Lindsay Matheson, Sanna Salou, Dimitra Vintsou, Gaby Koss und Satsuki.

## Einzelbelege
1. ↑  Festivalbericht 2007 auf reflectionsofdarkness
2. ↑  Festivalbericht 2007 auf sounds2move.de
3. ↑  Festivalbericht 2007 auf metal-ways
4. ↑  Festivalbericht 2008 auf radiometal (Memento des Originals vom 6. Januar 2009 im Internet Archive)  Info: Der Archivlink wurde automatisch eingesetzt und noch nicht geprüft. Bitte prüfe Original- und Archivlink gemäß Anleitung und entferne dann diesen Hinweis.
5. ↑  Festivalbericht 2008 auf reflectionsofdarkness
6. ↑  MetalFemaleVoicesFest: Metal Female Voices Awards (Memento vom 4. Mai 2009 im Internet Archive)